# Chuning Candy
Chuning Candy（チューニングキャンディー）は、2013年に沖縄県で結成され2022年まで活動していた日本のダンス&ボーカルグループ。所属事務所はキャッツアイ、プロダクション尾木。所属レコード会社はポニーキャニオン。

## 概要
2013年、沖縄のキャッツアイタレントスクール生により結成。2014年までは、みふ（リーダー）、ソフィー、優美香、千夏、LILIの5人で主に活動。2015年1月、さき、琴音、愛子が研究生として加入。2015年夏には、みふ、さきが脱退し、6人となる。2017年5月末、ゆうりが新メンバーとして加入することが発表され、7人となった。地元沖縄では多数のイベントに出演し、メンバーそれぞれがモデル、女優としても活動してきた。CMやアーティストのMVにも出演している。2018年3月のメジャーデビューを機に、メンバー全員が上京。
グループ名の「Chuning Candy」とは、「キャンディーのように色々な個性を持つメンバーがtuning（調和）して、一体となって音楽を紡ぎだす」ということを表す造語。略称はチュニキャン。
2017年9月2日、『愛踊祭2017』に九州・沖縄代表として出演。Chuning Candyは審査員特別賞を受賞。優勝グループが発表され、終了かと思われたが、急遽司会のヒャダインがポニーキャニオンからデビューさせたいグループがあったと発表。公演を視ていたポニーキャニオンの関係者より、Chuning Candyが同社からメジャーデビューすることが発表された。
2018年3月21日、メジャーデビューシングル「Dance with me」を発売。
2022年3月31日に解散。以後は各メンバー単独の活動になっている。

## 略歴
2013年
- 沖縄のキャッツアイタレントスクール生により「Trick or Treat」として結成[6]。

2014年
- 9月23日、東南植物楽園にて初ライブ[7]。
- 11月末、グループ名を「Chuning Candy」へと改名。

2015年
- 1月、研究生3名が加入。8人編成となる。
- 夏頃、2名が脱退し、6人編成となる。
- 11月下旬 - 、優美香が受験のため活動を休止（ - 2016年5月）。

2016年
- 3月31日、『自撮りラップ#1』（原宿アストロホール）に出演。東京でのライブは初となった。
- 8月 - 、LILIが留学のため活動を休止（ - 2017年11月）。
- 9月10日、『愛踊祭2016』（TOKYO DOME CITY HALL）に、九州・沖縄代表として出演。

2017年
- 3月30日 - 4月20日、新メンバーを募集。オーディションが実施された。
- 5月22日、新メンバーとしてゆうりが加入することが発表された[2]。
- 9月2日、『愛踊祭2017』（TOKYO DOME CITY HALL）に、二年連続で九州・沖縄代表として出演。審査員特別賞を受賞し、同時にポニーキャニオンからのメジャーデビューが決定したことが発表された[4]。

2018年
- 3月20日、池袋サンシャインシティ噴水広場にて、デビューシングル発売記念イベントを開催[8]。
- 3月21日、デビューシングル「Dance with me」を発売。また、『関西コレクション2018 S/S』（京セラドーム大阪）にオープニングアクトとして出演[9]。
- 11月16日、「第60回日本レコード大賞」新人賞受賞。

2019年
- 5月6日、千夏と優美香が脱退[10]。
- 6月26日、4thシングル「19 -nineteen-」発売。
- 11月27日、5thシングル「STAND UP!!」発売。

2020年
- 3月22日、イクマあきらの「ダイナミック琉球」をカバーし、配信。作詞：平田大一、作曲：イクマあきら、編曲：武部聡志、振付監修：仲宗根梨乃。首里城再建支援のための応援歌。Spotifyの集計では、この曲がChuning Candyの最も再生された曲となった。[11][12][13]

2021年
- 4月7日、「MOVING ON!!」を配信。
- 4月25日、ソフィーが脱退[14]。

2022年
- 3月31日、解散。担当ラジオも終了[15]。

## メンバー
| 名前                | よみ   | 生年月日               | 出身地         | 血液型 | 身長  | 備考                                                              |
| ------------------- | ------ | ---------------------- | -------------- | ------ | ----- | ----------------------------------------------------------------- |
| ゆうり （浜川結琳） | ゆうり | 2000年12月22日（24歳） | 沖縄県豊見城市 | O型    | 162cm | メインボーカル クウォーター（父方の祖父がヨーロッパ系アメリカ人） |
| 琴音                | ことね | 2002年9月4日（22歳）   | 沖縄県         | O型    | 161cm |                                                                   |
| LILI                | りり   | 2002年9月11日（22歳）  | 米テキサス州   | O型    | 168cm | センター 父が米国人のハーフ                                       |
| 愛子                | あいこ | 2002年12月28日（22歳） | 沖縄県         | O型    | 170cm | サブリーダー                                                      |

### 元メンバー
| 名前     | よみ     | 生年月日              | 出身地         | 血液型 | 身長  | 備考                                             |
| -------- | -------- | --------------------- | -------------- | ------ | ----- | ------------------------------------------------ |
| 未楓     | みふ     | 2000年11月2日（24歳） | 沖縄県南風原町 |        |       |                                                  |
| 紗己     | さき     | 2001年5月17日（24歳） |                |        |       |                                                  |
| 優美香   | ゆみか   | 2001年2月16日（24歳） | 沖縄県         | A型    | 162cm | 2019年5月6日活動終了 モデル業への専念            |
| 千夏     | ちなつ   | 2001年9月3日（23歳）  | 沖縄県南風原町 | O型    | 166cm | 2019年5月6日活動終了 学業への専念 元サブリーダー |
| ソフィー | そふぃー | 2000年4月29日（25歳） | 米バージニア州 | A型    | 162cm | 2021年4月25日活動終了 元リーダー                 |

※詳細は『日刊スポーツ』のコラムを参照

## 作品

### シングル
| #    | 発売日         | タイトル              | 最高位 | 販売形態      | 規格品番              | 備考 |
| ---- | -------------- | --------------------- | ------ | ------------- | --------------------- | ---- |
| 1    | 2018年3月21日  | Dance with me         | 48位   | CD+Blu-ray CD | PCCA-04661 PCCA-04662 |      |
| 2    | 2018年7月25日  | S.T.L                 | 68位   | CD+Blu-ray CD | PCCA-04687 PCCA-04688 |      |
| 3    | 2018年11月21日 | Sugar Sugar Sweet     | 74位   | CD+Blu-ray CD | PCCA-04729 PCCA-04730 |      |
| 4    | 2019年6月26日  | 19 -nineteen-         | 58位   | CD+Blu-ray CD | PCCA-04787 PCCA-04788 |      |
| 5    | 2019年11月27日 | STAND UP!!/アイのうた | 70位   | CD+Blu-ray CD | PCCA-04862 PCCA-04863 |      |
| 配信 | 2020年3月22日  | ダイナミック琉球      |        |               |                       |      |
| 配信 | 2021年4月7日   | MOVING ON!!           |        |               |                       |      |

### MV
| リンク                                       | 収録作品                     |
| -------------------------------------------- | ---------------------------- |
| Chuning Candy「Dance with me」-MUSIC VIDEO-  | 1stシングル「Dance with me」 |
| Chuning Candy「Dance with me」-CHOREO VIDEO- | 1stシングル「Dance with me」 |
| Chuning Candy「COLOR」-CHOREO VIDEO-         | 1stシングル「Dance with me」 |

### 未音源化楽曲
- hold on me kiss me
- ナギサのcandy
- サマサマサマー
- Darling Darling

※オリジナル楽曲以外にCharisma.comのカバーも披露していた

## タイアップ
| 起用年   | 楽曲          | タイアップ                                               | 収録作品                     |
| -------- | ------------- | -------------------------------------------------------- | ---------------------------- |
| 2018年   | Dance with me | 『musicるTV』2018年3月度オープニングテーマ               | 1stシングル「Dance with me」 |
| 2018年 - | COLOR         | ラジオ「Chuning Candy Tune Up Party!」エンディングテーマ | 〃                           |

## 出演

### ラジオ
- Chuning Candy Tune Up Party!!（2018年4月5日 - 2022年3月31日、毎週木曜、ラジオ日本 ラジオ日本NEXT）
- 高田夏帆&チュニキャンの keep on chuning（2018年11月 - 2022年3月、渋谷クロスFM）第1金曜17:00〜18:00
Chuning Candy解散後は高田単独の番組「――台本なしラジオ」と改称し継続。
- 週明け応援Radio Chuning CandyのCheer up!（2019年11月3日 - 2020年12月27日、毎週日曜19:25 - 19:55、FM沖縄）

### MV
- クマムシ「シャンプー」（2015年8月4日、MV - YouTube）
- LEGO BIG MORL「Blue Birds Story」（2016年6月10日、MV - YouTube） - 優美香
- ARCHAIC RAG STORE「WORLD END LOVER」（2017年1月19日、MV - YouTube） - ソフィー
- SUMMER AND YOU「ボクは人間に恋をした」（2017年） - LILI

### CM
- ビックブライダル - ソフィー、ゆうり、LILI、愛子、琴音
- ローソン沖縄「クリスマス」 - ソフィー、ゆうり、LILI、愛子、琴音
- ローソン沖縄「からあげクン シークワーサー味篇」 - LILI
- ちゅら婚 - ソフィー
- 沖縄森永乳業「森永カフェ」 - ソフィー
- レキオスモバイル - ソフィー
- ブルーシール「ポーラベアー」 - ソフィー
- ブルーシール - ゆうり、LILI、愛子、琴音
- au沖縄「ハッピーシェア キャンペーン」 - ソフィー、ゆうり、優美香、LILI、千夏、愛子、琴音
- au沖縄「auじゃない人もお得!?編」 - 優美香
- サンエー「那覇メインプレイス サマークリアランスセール2016」 - 優美香
- サンエー「那覇メインプレイス リニューアルオープン」 - 優美香、愛子
- サンエー「那覇メインプレイス サマークリアランスセール2018」 - ソフィー、ゆうり、優美香、LILI、千夏、愛子、琴音
- サンエー「那覇メインプレイス クリアランスセール」 - ソフィー、ゆうり、LILI、愛子、琴音
- いえらぶ「いえらぶ沖縄」 - LILI
- 沖縄明治乳業「シトラス48」 - LILI
- 脱毛専門店CREA「手作りブランコ篇」 - LILI
- ジャンボツアーズ「レッツゴーJUMBOTOURS」 - LILI
- 沖縄海邦銀行「DanceDanceBank編」 - LILI、千夏、愛子
- メガネ1番「みんなのメル助」 - 千夏
- 沖縄アカデミー専門学校 - 千夏
- 沖縄バヤリース - 愛子
- 沖縄UCC「霧の紅茶」 - 琴音